# 태너라이트
태너라이트(Tannerite)는 총기 연습에 사용되는 이진 폭발물 표적 브랜드로 키트 형태로 판매된다. 타겟은 사용자가 혼합하는 두 개의 별도 구성 요소로 공급되는 산화제와 연료(주로 알루미늄 분말)의 조합으로 구성된다. 이 조합은 고속 총알 충격보다 덜 심각한 힘을 받을 때 상대적으로 안정적이다. 해머 타격, 제품 낙하, 저속 총알이나 산탄총 폭발로 인한 충격은 반응을 시작하지 않는다. 또한 폭발 시 가연성 물질이 발화될 수 있지만 불연성으로 설계되었다(불타는 퓨즈나 전기에 의해 반응이 촉발될 수 없음).
자체적으로는 폭발성이 없는 별도의 구성품으로 판매되기 때문에 미국 주류, 담배, 총기 및 폭발물 관리국(ATF)의 규제를 받지 않으며, 폭발물에 적용되는 법적 제한 없이 여러 곳에서 운송 및 판매될 수 있다. 그러나 미국의 여러 주에서는 사용을 제한했다. 태너라이트라는 용어는 종종 혼합물 자체를 지칭하는 데 사용되며, 기타 반응성 표적 및 복합 폭발물은 일반적으로 태너라이트로 지칭되는 경우가 많다.